# Юрьевский сельский совет (Приморский район)
Юрьевский сельский совет (укр. Юр'ївська сільська рада) — входит в состав Приморского района Запорожской области Украины.
Административный центр сельского совета находится в селе Юрьевка.

## История
- 1861 — дата образования.

## Населённые пункты совета
- с. Юрьевка